# Дом на вулкане
«Дом на вулкане» — советский драматический фильм 1928 года, режиссёр Амо Бек-Назарян.

## Сюжет
Старый буровой мастер Петрос рассказывает своему приёмному сыну Аббасу про жестоко подавленную забастовку рабочих-нефтяников в дореволюционном Баку.

## В ролях
- Грачия Нерсесян — Петрос, тартальщик
- Тигран Айвазян — нефтепромышленник Гукасов
- Татьяна Махмурян — Маро
- В. Манухина — Сона
- Михаил Гарагаш — управляющий
- Дмитрий Кипиани — Георгий (Коте) маслёнщик
- Павел Есиковский — русский рабочий
- Алескер Алекперов — Гасан, чернорабочий
- Александр Ширай — Володя, кузнец
- Слава Макухина — Фатима
- Салман Дадашев — Аббас, сын Гасана
- Микаил Микаилов

## Съёмочная группа
- ассистенты режиссёра — Григорий Брагинский, Мустафа Марданов
- помощники режиссёра — Амасий Мартиросян, А. Мамедов, В. Трошкин
- художник-постановщик — Абрам Гончарский
- оператор-фотограф — Э. Никулеску
- грим — Георгий Парисашвили
- главный администратор — Михаил Гарагаш

## Технические данные
- чёрно-белый, немой
- впервые на экране — 11 января 1928